# Rhizoecus boharti
Rhizoecus boharti är en insektsart som beskrevs av Mckenzie 1960. Rhizoecus boharti ingår i släktet Rhizoecus och familjen ullsköldlöss. Inga underarter finns listade i Catalogue of Life.